# Synchiropus signipinnis
Synchiropus signipinnis är en fiskart som beskrevs av Hans W. Fricke 2000. Synchiropus signipinnis ingår i släktet Synchiropus och familjen sjökocksfiskar. Inga underarter finns listade i Catalogue of Life.